# Centre régional d'information sur les catastrophes pour l'Amérique latine et les Caraïbes
Le Centre régional d’information sur les catastrophes pour l’Amérique latine et les Caraïbes (CRID) est un centre spécialisé dans l’information de la gestion des risques de la région des Amériques. Il a été fondé en 1990 grâce à l’engagement de différentes agences et organisations de coopération pour créer une plate-forme de coordination et de collaboration intersectorielle de façon à promouvoir le développement d’une culture de réduction des risques de catastrophes (RRC) dans la région au travers de l’analyse, de la systématisation et de la diffusion de l’information sur la gestion du risque, la promotion et le renforcement des centres d’information, l’effort coopératif avec des acteurs clés et en réponse aux demandes des usagers et des acteurs qui travaillent dans le cadre de la RRC.

## Que fait le CRID
Gestion des projets
- Formulation et exécution des projets de coopération internationale dans le cadre de la gestion de l’information.

Gestion de l’information
- Conseil technique et élaboration de matériels et de ressources pour la formation en gestion de l’information.
- Création de divers produits d’information: collections électroniques spécialisées, portails et CD thématiques, systématisation des outils, etc.
- Libre accès à une ample collecte de ressources électroniques d’information.
- Aide à la recherche et à la sélection de l’information pour différents professionnels.

Technologies de l’information
- Développement des applications de bases de données documentaires et intégration dans les plateformes web existantes.
- Conception et réalisation de produits multimédia pour la diffusion de collections de données numériques, audio et vidéo.
- Conseil en indexation dans des moteurs de recherche spécialisés.
- Développement de bases de données de contacts et intégration avec des outils de marketing numérique.
- Accueil de sites et applications web.
- Application de systèmes pour le suivi et les statistiques des produits d’information en ligne.
- Recherche et développement des outils pour la gestion de l’information.

Communication et divulgation
- Conseil en communication et diffusion de l’information.
- Création de produits de communication : bulletins électroniques thématiques, profils institutionnels dans les réseaux sociaux, matériels de visibilité, etc.
- Conception et réalisation de produits multimédia pour la diffusion de collections numérisées, audio et vidéo.
- Réalisation de politiques et stratégies de SEO et positionnement web.

## FUNDACRID
La Fondation pour la Coordination des Ressources de l’Information dans la Prévention des Catastrophes (FUNDACRID), en tant qu’agent régional de coopération, contribue au développement durable de l’Amérique Latine et des Caraïbes grâce à la collecte, l’analyse et la diffusion d’information pour la gestion intégrale du risque. Pour cela, elle soutient le renforcement et la durabilité financière du CRID, ainsi que d’autres initiatives de coopération interinstitutionnelle qui permettent d’améliorer l’information scientifique et technique disponible pour la gestion des catastrophes.

## Partenaires stratégiques
Le CRID compte parmi ses partenaires des institutions tant nationales qu’internationales, spécialisées dans la réduction des risques de catastrophes. Historiquement, son lien principal a été avec l’Organisation panaméricaine de la santé (OPS) et avec la Stratégie internationale pour la réduction des risques de catastrophes des Nations unies (UNISRD), bien qu’au fil du temps de plus en plus d’acteurs se sont ajoutés pour travailler conjointement avec le CRID, tels que la Direction Générale de l'Aide Humanitaire et de la Protection Civile de la Commission européenne (DG ECHO), la Bibliothèque Nationale de Médecine des États-Unis (NLM), l’Organisation des Nations unies pour l’Éducation, la Science et la Culture (UNESCO) et le Fonds des Nations unies pour l’enfance (Unicef).
Depuis le début, l’accompagnent dans sa tâche en tant qu’associés-fondateurs, en plus de l’OPS et l’UNISRD, la Fédération Internationale des Sociétés Nationales de la Croix-Rouge et du Croissant-Rouge (FICR), la Commission Nationale de Prévention des Risques et Attention des Urgences du Costa Rica (CNE), le Centre de Coordination pour la Prévention des Catastrophes Naturelles en Amérique Centrale (CEPREDENAC) et le Bureau Régional des Urgences de Médecins sans Frontières (MSF). 
Le CRID fait partie du Réseau latino-américain des centres d’information en gestion du risque (RELACIGER), dont l’objectif est de renforcer les capacités nationales dans la collecte, la systématisation et la diffusion de l’information technique, éducative et scientifique sur les catastrophes.
Sont membres de ce réseau les Bibliothèques virtuelles Andines pour la Prévention et l’Attention des Catastrophes de Bolivie, Colombie, Équateur et Pérou, le Centre de Documentation de la Commission nationale de la prévention des risques et Attention des Urgences du Costa Rica (CNE), la Bibliothèque Virtuelle de la Santé pour les Catastrophes du Salvador (CEPRODE), la Bibliothèque de la Coordinatrice Nationale pour la Réduction des Catastrophes du Guatemala (CONRED), la Bibliothèque Virtuelle de la Santé et des Catastrophes de la Faculté de Médecine de l’Université de San Carlos du Guatemala (USAC), la Bibliothèque Médicale Nationale de l’Université Nationale Autonome du Honduras (CIDBIMENA), la Bibliothèque Virtuelle des Catastrophes du Centre de Recherche et d’Études de la Santé de l’université nationale autonome du Nicaragua à Managua et à León (CIES/UNAN) et la Protection civile du Panama (SINAPROC).